# أولي لينز
أولي لينز (بالألمانية: Uli Lenz)‏ هو ملحن ألماني، ولد في 10 مارس 1955 في فرانكفورت في ألمانيا.

## وصلات خارجية
- أولي لينز على موقع ميوزك برينز (الإنجليزية)
- أولي لينز على موقع ديسكوغز (الإنجليزية)